# Чокнутый (фильм)
«Чокнутый» (англ. Delirious) — фильм 2006 года режиссёра Тома Дичилло. За работу над этим фильмом на Международном кинофестивале в Сан-Себастьяне режиссёр был удостоен «Серебряной раковины».

## Сюжет
Молодому человеку Тоби Грэйсу, не имеющему жилья, приходится довольно часто ночевать под открытым небом. Однажды на одной из улиц города ему встречается группа папарацци, жаждущих сфотографировать юную певицу Карму Лидс при компрометирующих обстоятельствах. Тоби невольно помогает Карме Лидс избежать объективов фотокамер, а также знакомится с одним из папарацци — фотографом Лесом Гэлэнтайном. Ради крыши над головой бездомный юноша предлагает Лесу свою бесплатную помощь по хозяйству. С этого момента Гэлэнтайн берет с собой Тоби в качестве помощника на все презентации и благотворительные мероприятия. Тоби погружается в мир шоубизнеса, у него зарождаются мечты об актёрской карьере. На одном из мероприятий Тоби вновь встречает певицу Карму Лидс. Эта встреча становится судьбоносной для главных героев.

## В ролях
| Актёр          | Роль          |
| -------------- | ------------- |
| Стив Бушеми    | Лес Гэлэнтайн |
| Майкл Питт     | Тоби Грэйс    |
| Элисон Ломан   | Карма Лидс    |
| Джина Гершон   | Дана          |
| Кэлли Торн     | Гэби          |
| Кевин Корриган | Рикко         |
| Ричард Шорт    | Джес Хайпли   |